# Cynometra spruceana
Cynometra spruceana är en ärtväxtart som beskrevs av George Bentham. Cynometra spruceana ingår i släktet Cynometra, och familjen ärtväxter.

## Underarter
Arten delas in i följande underarter:
- C. s. phaselocarpa
- C. s. spruceana